# ブロンソン・リード
ブロンソン・リード（Bronson Reed、1988年8月25日 - ）は、オーストラリアのプロレスラー。南オーストラリア州アデレード出身。
かつてはJONAHのリングネームで活動していた。巨漢であるが俊敏な動きで、圧殺技を得意とする。

## 来歴
ハートリー・ジャクソンの下でトレーニングを積み、2007年3月にプロレスラーとしてデビュー。
アデレードに拠点を置くプロレス団体、スネークピット・プロに参戦し、同団体の無差別級王座を獲得した。その後はオーストラリアの各地で活動する。EPWに参戦すると、マイキー・ニコルスとシェイン・ヘイストが所属するユニット・The Mighty Don't Kneel（TMDK）に加入する。
2013年2月22日、かねてからノアへ参戦しているマイキーとシェインの推薦により「TMDK第三の男」として初来日し、ノアの合宿所に入寮。留学生としてノアのプロレスを学習するデビューとなった。
日本デビュー戦となった同年2月23日のディファ有明大会では、10分32秒、得意のサモアンドロップでベテランの井上雅央を下した。
3月10日の横浜文化体育館大会では、日本で初めてTMDKの3人が揃い踏みとなり、BRAVEの3人と対戦。12分47秒、実力者である小川良成をロックのボディプレスからニコルスがフォールして勝利を飾った。
2019年2月、WWEのトライアウトに合格し契約。6月、リングネームをブロンソン・リードに変更した。
2021年11月13日（現地時間）、新日本プロレス・サンノゼ大会「Battle in the Valley」に「ジョナ」の名前で登場した。
2022年、G1 CLIMAXに初出場。8月7日の大阪大会で前年度覇者であり3連勝中であったオカダ・カズチカを下すなど、Aブロックで4勝2敗と勝ち越し絶大なインパクトを残した。
2024年に入ってからWWEで活躍。
2024年11月2日、 クラウン・ジュエルでセス・ロリンズとシングル形式で対戦も、ピンフォール負けを喫した。
2024年11月、サバイバー・シリーズのメインイベントのウォーゲームズ戦でソロ・シコアらと組みローマン・レインズらと対戦したが、シコア組は敗北した。
2025年5月24日（日本時間25日）のサタデー・ナイト・メイン・イベントでセス・ロリンズを助ける形で登場。

## 得意技

### フィニッシュ・ホールド
トーピード
いわゆるダイビングボディプレスでWWEではツナミの名称で使用している。オカダ・カズチカから勝利した時のフィニッシュもこの技である。その体型や体重の関係上、派手目な飛び方はせずにトップロープから落ちて来る形だが160kg近い筋肉の塊が勢い良く落ちるだけでも説得力は申し分無く、試合中は多くの選手が膝責めを中心に試合を組み立て、ピンチになったとしても本人がトップロープに登る際に時間がかかる様にするのが見られる。
フロッグ・スプラッシュ

### 打撃技
エルボー
ローリング・エルボー
ナックル・パンチ
バックハンド・チョップ
チョップ・スマッシュ
クローズライン
キングコング・ラリアット
ヘッドバット
通常のヘッドバット、連続式、ヘッドバットドロップ3種類使用する。
ビッグブーツ
ドロップキック
ショルダー・ブロック
スピアー
ジャンピング・スプラッシュ

### 投げ技
抱え上げ式バックドロップ
スープレックス
通常のブレーンバスター、垂直落下式ブレーンバスター、滞空式ブレーンバスターの3種類使用。
スーパープレックス
ジャーマンスープレックス
パワーボム
シットダウン・パワーボム
サモアン・ドロップ

### 飛び技
ダイビング・ヘッドバット
フライング・ヘッドバット
ボディ・プレス
ランニング・ボディ・プレス　
セントーン　

## タイトル歴
WWE
- NXT北米王座 : 1回（第11代）
- アンドレ・ザ・ジャイアント・メモリアル・バトルロイヤル 優勝 : 1回（2024年）